# Pápaszemes pehelyréce
A pápaszemes pehelyréce (Somateria fischeri) a madarak osztályának lúdalakúak (Anseriformes)  rendjébe és a récefélék (Anatidae) családjába tartozó faj.

## Előfordulása
Alaszka és Északkelet-Szibéria az élőhelye.

## Megjelenése
A hátrésze fehér, a szárnya, a hasa és a farok fekete. A hím csőre narancssárga, fehér és sötétbarna sávval, a tojóé sötét színű, világos sávval. A szeme körül fehér folt található fekete kerettel. A tojó világosbarna, sötétebb csíkokkal és foltokkal.

## Életmódja
Hossza 52-57 centiméter. A víz alá merül puhatestűekből, férgekből, rákokból és halakból álló táplálékáért. A repülésbe hamar belefárad, a szárazföldön esetlen, viszont kiválóan úszik, és mélyre bukik.

## Szaporodása
Növényi anyagokból építik fészküket és saját pehelytollaikkal bélelik ki. 5-9 tojásán kotlik.
|  |  |  |